# أماندا والش
أماندا والش هي ممثلة كندية، ولدت في 3 أكتوبر 1982 في كندا.

## أعمال

### أفلام
- (2007) اضطراب[2]
- (2009) أشباح صديقات الماضي[3][4]

### مسلسلات
- إن سي آي إس
- طريق أكتوبر
- فيرونيكا مارس
- كاسل
- نظرية الانفجار العظيم
- وكالة ديرك جينتلي للتحقيقات الشمولية

## وصلات خارجية
- أماندا والش على موقع IMDb (الإنجليزية)
- أماندا والش على موقع ألو سيني (الفرنسية)
- أماندا والش على موقع أول موفي (الإنجليزية)
- أماندا والش على موقع قاعدة بيانات الأفلام السويدية (السويدية)
- أماندا والش على موقع قاعدة بيانات الفيلم (الإنجليزية)
- أماندا والش على موقع كينوبويسك (الروسية)